# 永世教
永世教（韓語：영세교），又譯靈世教，是大韓民國的一個新興宗教，由崔太敏創立。

## 简介
1970年代初，崔太敏綜合了佛教、基督教、天道教的教義，自稱「南無慈悲造化佛」（나무자비 조화불），創立了永世教。這個新興宗教與由曹熙星創立的永生教（全稱「永生教勝利祭壇」）是不同的兩個新興宗教，但常被混為一談。
永世教在2016年韓國政治醜聞中被推到風口浪尖，傳聞崔太敏之女崔順實透過總統朴槿惠來干涉韓國政治，並引發朴槿惠彈劾案。